# Anders Peter Andersson
Anders Petter Andersson, Andersson i Helgesta, född 23 oktober 1824 i Dillnäs socken, Södermanlands län, död 14 april 1904 i Stockholm, var en svensk hemmansägare och riksdagsman.
Andersson var riksdagsman i andra kammaren 1870–1878, invald i Väster- och Öster-Rekarne häraders valkrets.